# バスク社会党

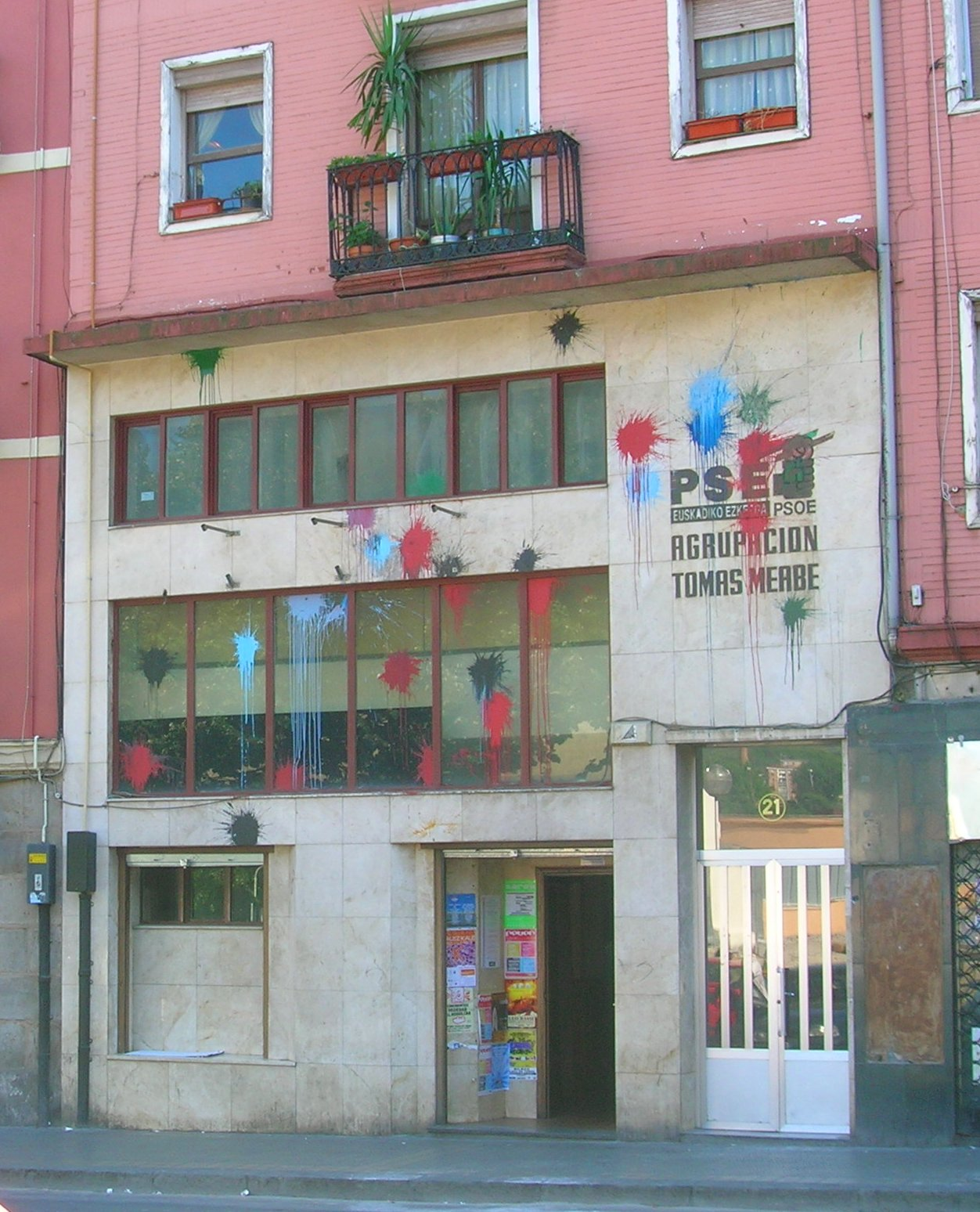
ビルバオにあるバスク社会党本部

バスク社会党（Partido Socialista de Euskadi – Euskadiko Ezkerra 略称 : PSE-EE、 バスク語: Euskadiko Alderdi Sozialista-Euskadiko Ezkerra）は、スペイン・バスク自治州の社会民主主義政党。スペインの二大政党のひとつ、スペイン社会労働党（PSOE）のバスク州支部政党である。

## 歴史
1886年以来、スペインの社会主義グループは地域ごとに活動していたが、やがてスペイン社会労働党（PSOE）として統合された。ビスカヤ県はマドリードやアストゥリアス州と同様に、スペインにおける社会主義の砦のひとつである。バスク社会党はスペインが民主主義に移行中の1977年に、スペイン社会労働党のバスク支部として設立された組織であり、ギプスコア県支部、ビスカヤ県支部、アラバ県支部を有している。1982年6月まではナバーラ州支部もあったが、ナバーラ州支部は単独でナバーラ社会党（PSN）を結成した。
バスク民族主義政党のエウスカディコ・エスケーラ（Euskadiko Ezkerra、EE）との緊密な同盟関係が1991年に始まると、それぞれの書記（PSE：ラモン・ハウレギ、EE：マリオ・オナインディア）によってその動きが促進された。エウスカディコ・エスケーラから少数分派がエウスカル・エスケーラ（Euskal Ezkerra、EuE）として分裂すると両党の合併が可能となった。1998年から2002年にはニコラス・レドンド・テレーロスが書記長を、2002年にはパチ・ロペスが書記長となった。
2009年のバスク自治州議会議員選挙では第1党のバスク民族主義党（PNV）が単独過半数に届かなかったため、第2党のバスク社会党と第3党の国民党(PP)が結束し、第2党のバスク社会党からパチ・ロペスがレンダカリ（政府首班）に就任した。1979年にバスク自治州が発足して以来、バスク民族主義党以外からレンダカリが選出されるのは初の出来事であり、パチ・ロペスは極左テロ組織・バスク祖国と自由（ETA）との戦いを宣言したため、ETAの「優先的な標的」となった。
2012年のバスク自治州議会議員選挙では16議席を獲得し、バスク民族主義党とビルドゥ（バスク連帯などを中心とする政党連合）に次ぐ第3党となった。近年は国民党やバタスナの勢力変化に応じて、第2党もしくは第3党となることが多い。